# Hamza River

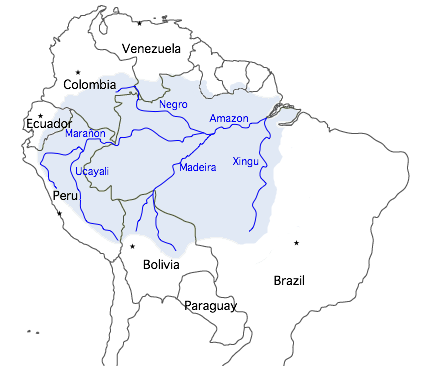
Hamza River

Hamza River (Hamzova řeka) je podzemní řeka (přesněji zvodeň) v Jižní Americe. Teče v hloubce okolo čtyř kilometrů pod zemským povrchem a odvádí vodu z oblasti And do Atlantiku (zhruba kopíruje tok Amazonky. Je dlouhá asi šest tisíc kilometrů a šířka kolísá od 200 do 400 km; průtok se odhaduje na 3900 metrů krychlových za sekundu a voda se pohybuje skrze porézní horniny rychlostí milimetr za hodinu.
Objev řeky oznámil v srpnu 2011 brazilský vědec indického původu Valiya Mannathar Hamza, podle něhož byl tok pojmenován. Existence řeky byla zjištěna podle rozdílů v měření teploty ve zrušených naftových vrtech společnosti Petrobras. 